# Heinrich Brucæus
Heinrich Brucæus (Aalst, 1530 – Rostock, 4 de janeiro de 1593) foi um médico, astrônomo e matemático alemão. Seu nome é também grafado Henricus Brucaeus, Henrici Brucaei, Heinrich van den Brock, Heinrich Brucaeus von Aalst.
Henricus Brucaeus nasceu na Flandres no ano de 1530, filho de Gerhard van den Brock que exercia o cargo de vereador da cidade.  Estudou nas universidades de Genebra, Paris e Bolonha onde se matriculou e estudou Medicina e Filosofia, recebendo seu doutorado na Universidade de Paris. Pouco tempo depois trabalhou como professor na Universidade Velha de Lovaina.
Foi Professor de Matemática na Universidade de Roma.  Em 1565 foi contratado como médico pessoal de Maria de Bragança.  Em 1567 se tornou Professor de Medicina e Astronomia da Universidade de Rostock, onde foi contratado mesmo sendo católico.  Nos anos de 1569. 1575, 1581 e 1587 atuou também como Reitor da mesma Universidade.  Em 1571, foi contratado como médico particular  de Johann Albrecht I, Duque de Mecklenburg (1525-1576).
Atuou como professor de Medicina e Astronomia na Universidade de Rostock até a sua morte em 1593, pouco antes de se tornar luterano.  Karl Krause dizia que Brucaeus era muito inteligente e um médico bastante requisitado além de sua erudição como matemático.  Brucaeus conhecia toda a obra de Copérnico a quem dedica muito respeito.  
Tycho Brahe provavelmente veio a conhecer a visão heliocêntrica do mundo durante seus estudos na Universidade de Rostock tendo Brucaeus como seu professor.  Segundo relatos, Brucaeus manteve uma intensa e rica correspondência com seu aluno dinamarquês durante muitos anos.  Eles constantemente trocavam opiniões e dados científicos.  Brucaeus forneceu a ele muitos livros científicos da Alemanha e em 1558 apoiou as suas teorias astronômicas.  
Além disso, ele foi professor e apoiou muitos futuros professores de Matemática e de Medicina da Universidade de Helmstedt: Franciscus Parcovius (1560-1611), Duncan Liddel (1561-1613) e provavelmente também Magnus Pegelius (1547-1615).  Desse modo ele teve papel relevante, embora indiretamente, na estruturação do ensino da matemática (e parcialmente da Medicina) em Helmstedt

## Obras principais
- De motu primo libri tres. Lucius, Rostock 1573.
- Mathematicarum exercitationum libri duo.  Lucius, Rostock 1575.
- Propositiones de scorbuto.  Lucius, Rostock 1576.
- De motu primo libri tres. 2. Auflage, Lucius, Rostock 1578.
- Musica theorica. 1609. (publicada por Joachim Burmeister (1564-1629))
- De motu primo libri tres. 3. Auflage, Myliander, Rostock 1585.
- De motu primo libri tres. 4. Auflage, Myliander, Rostock 1604. (publicada por Erasmus Stockmann)